# Powerhalse
Die Powerhalse (englisch: powerjibe oder powergybe) ist ein Manöver beim Windsurfen, um die Fahrtrichtung zu ändern, ohne die Fahrtgeschwindigkeit zu reduzieren.
Wie bei einer gewöhnlichen Halse fährt der Surfer eine Kurve mit dem Heck durch den Wind.
Der Unterschied zur Halse liegt im Gleiten des Surfbretts auf dem Wasser (ab ca. 20 km/h), wodurch es mit den Füßen in die Kurve gesteuert werden kann. Eine gelungene Powerhalse wird in Gleitfahrt auf dem neuen Kurs abgeschlossen. Diese Art der Halse erfordert ein gesteigertes Können.

## Beschreibung
Der Name leitet sich von der erhöhten Kraft (engl. Power) ab, mit der das Segel umschlägt. Das Segel wird während der Halse permanent dicht gehalten. Der Surfer hängt die überwiegende Zeit der Halse am Segel in einer relativ stabilen Position. Am Ende der Halse fährt man auf dem neuen Kurs mit dem Schothorn voraus. Durch Loslassen der Segelhand und den Kraftanstieg im Segel auf dem neuen Kurs schlägt das Segel schnell um. Das Segel rotiert dabei um die Achse des Mastes.
Bei der Ausführung der Halse ist dem sich ändernden scheinbaren Wind bei sich änderndem Kurs Rechnung zu tragen. Das Brett wird zwar mit den Füßen gesteuert, dennoch kommt auch ein erheblicher Anteil des Drehimpulses aus der Hebelwirkung von Segeldruckpunkt und Lateraldruckpunkt. Die Halse wird mit leichtem Auffieren und Nach-vorn-drücken des Segels eingeleitet.
Die Powerhalse ist neben der Stophalse die älteste auf Surfbrettern gefahrene Halse. Sie ist auf Sinkern ein notwendiges Element der Beherrschung des Surfbretts, da mit ihr nur für eine kurze Zeit der Halse das Surfbrett ohne Antrieb bleibt. Kürzere Zeiten für das Schiften des Segels sind nur noch mit der voll durchgeglittenen Halse und der Duckjibe möglich. Die Nachteile der Powerhalse sind die aufzubringenden großen Kräfte durch das Fahren mit Schothorn voraus und das erforderliche kurzzeitige Kompensieren der großen Querkraft beim Loslassen und wieder Dichtnehmen.

## Ähnliche Ausführungsformen der Halse auf Surfbrettern

### Speedjibe
Eine saubere voll durchgeglittene Halse unterscheidet sich von der Powerhalse durch das Einleiten des Schiftens schon vor dem Erreichen des Vorwindkurses. Der Segler neigt seinen Oberkörper mit leicht eingeknickten Knien nach vorn, um den optimalen Gewichtstrimm für das Weitergleiten zu erhalten. Der Masseschwerpunkt des Seglers befindet sich, leicht zum Kurvenmittelpunkt geneigt, im Zentrum aller auftretenden Kräfte. Dadurch braucht er sich nicht mehr am Segel "festzuhalten" und kann dieses relativ kraftfrei und schnell genau im Moment des geringsten Winddrucks auf dem Vorwindkurs drehen. Das Segel wird nicht um die Achse des Mastes, sondern um seine vertikale Massenachse gedreht. Dadurch verringert sich sein Trägheitsmoment. Der Drehimpuls des Segels wird durch gleichzeitiges Ziehen mit der Masthand und Drücken mit der Segelhand erreicht. Dabei zieht bzw. schiebt die Masthand den Baum bis über die andere Schulter weiter. Die alte Segelhand greift den Baum auf der neuen Seite gleich an der richtigen Stelle wird so zur neuen Masthand. Auch kleine Wellen können schon einen erheblichen Einfluss auf den Bewegungsablauf nehmen, je nachdem ob man sie im entscheidenden Moment "bergauf" oder "bergab" fährt. Zur weiteren Optimierung wird der Kurs der Halse so gelegt, dass im Moment, wenn das Brett im Vorwindkurs ist (also in dem Moment des geringsten Vortriebs), eine kleine Windwelle abgeritten wird.

### Einhändige Halse
wie Speedjibe, jedoch im Moment, wenn das Brett sich auf dem Vorwindkurs befindet (also im Moment der geringsten Kräfte), kann der Segler seine Segelhand lösen und zum Beispiel spektakulär einen im Wasser schwimmenden Gegenstand aufnehmen (oder zumindest so tun). Die in diesem Moment am Segel auftretenden Kräfte sind so gering, dass die Masthand das Segel weiterhin in der richtigen Position halten kann. Je länger man im Vorwindkurs verbleibt, umso länger kann die Segelhand frei bleiben -- aber umso mehr Geschwindigkeit geht verloren. Durch das Einfahren auf den neuen Kurs werden die am Segel wirkenden Kräfte schlagartig größer. Durch Nach-vorn-Ziehen bzw. -Schieben mit der Masthand im richtigen Moment schlägt das Segel um, und die Segelhand greift auf der anderen Seite des Gabelbaums zu.

### Racejibe

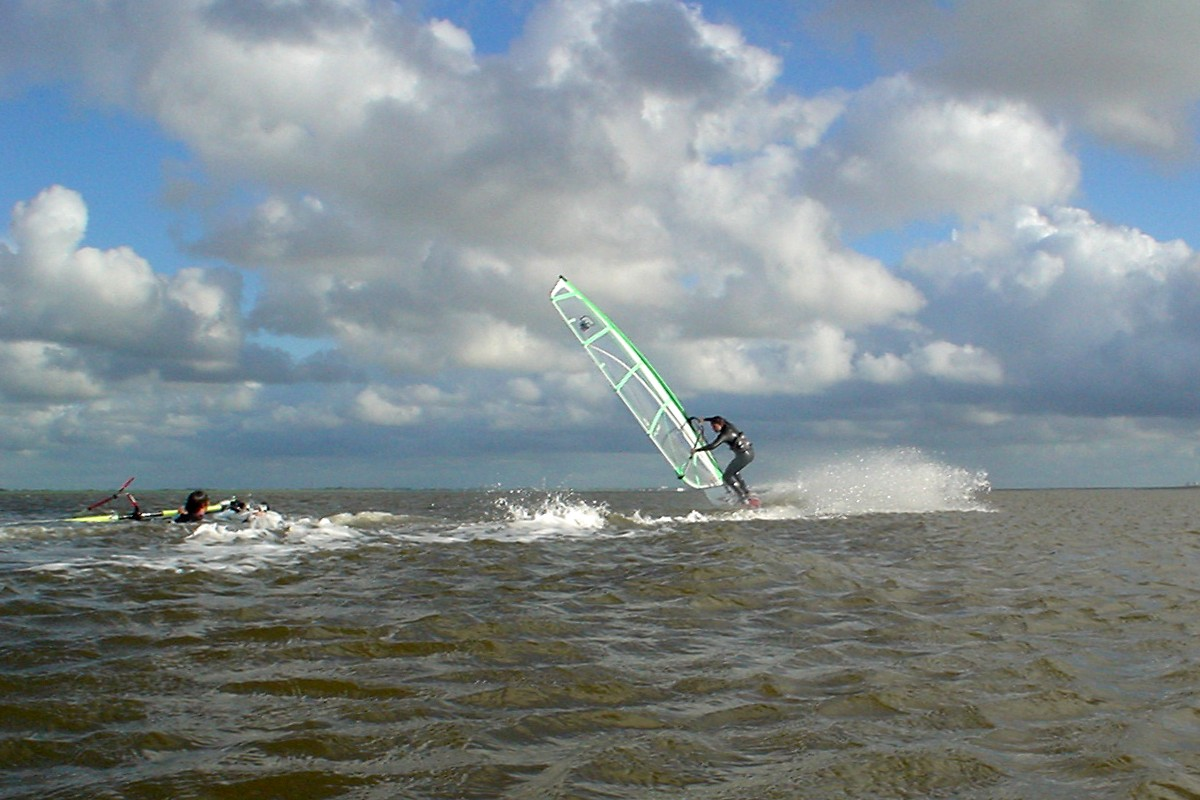
Racejibe

Hierbei wird zum Abfallen das Segel ruckartig und spektakulär nach Lee geneigt (manchmal bis fast auf die Wasseroberfläche hinab). Das Abfallen erfolgt dadurch sehr schnell und mit engem Radius. Die stark verringerte projizierte Fläche des Segels, verursacht durch die Schrägstellung des Mastes, kommt einem Auffieren gleich, obwohl der Gabelbaum zu Beginn dieses Manövers erstmal kräftig dichtgeholt wird. Das Bild zeigt eine moderate Racejibe. Sehr gut zu erkennen ist die stark nach vorn geneigte Haltung des Oberkörpers mit eingeknickten Knien, um das Brett möglichst flach auf dem Wasser zu halten. Der Segler ist schon relativ weit in den Vorwindkurs eingefahren, so dass im Weiteren das Segel im Stil der Powerhalse "geschiftet" werden wird.

### Duckjibe
Entspricht eher der Halse auf einem Segelboot. Der Segler "taucht" unter dem Gabelbaum auf die andere Seite. Das Segel rotiert nicht 270°, sondern nur ca. 90°. Dadurch wird noch weniger Zeit für das "Schiften" verbraucht (→ längere Zeit mit Druck im Segel).

## Andere Halsenarten

### Stophalse
Der Segler legt sich mit seinem ganzen Gewicht nach hinten und hängt sich mit langen Armen ins nach-vorn-gedrückte Segel. Dadurch sinkt das Surfbrett hinten ein, die Brettspitze hebt sich aus dem Wasser heraus. Der wirksame Lateralplan wird verkürzt und das Brett dreht sich fast wie auf einem Teller. Durch das radikale Eintauchen hinten wird auch der Lateraldruckpunkt nach hinten verschoben, der Hebel zwischen Lateraldruckpunkt und Segeldruckpunkt und damit der Drehimpuls vergrößert. Auf dem neuen Kurs wird das Körpergewicht schnell wieder nach vorn verlagert um ein ins Wasser fallen zu vermeiden. Durch das tiefe Eintauchen des Hecks ist nach dem Manöver die Geschwindigkeit gleich null.

### Eingesprungene Halse (Aerial jibe)
Eine eingesprungene Halse bzw. Aerial jibe wird bei Sideshore-bedingungen durchgeführt, das Segel wird dabei in der Flugphase eines Sprunges über eine Welle geschiftet. Es wird auf der Vorderseite der gleichen Welle gelandet und diese erneut abgeritten.